# Håkan von Eichwald

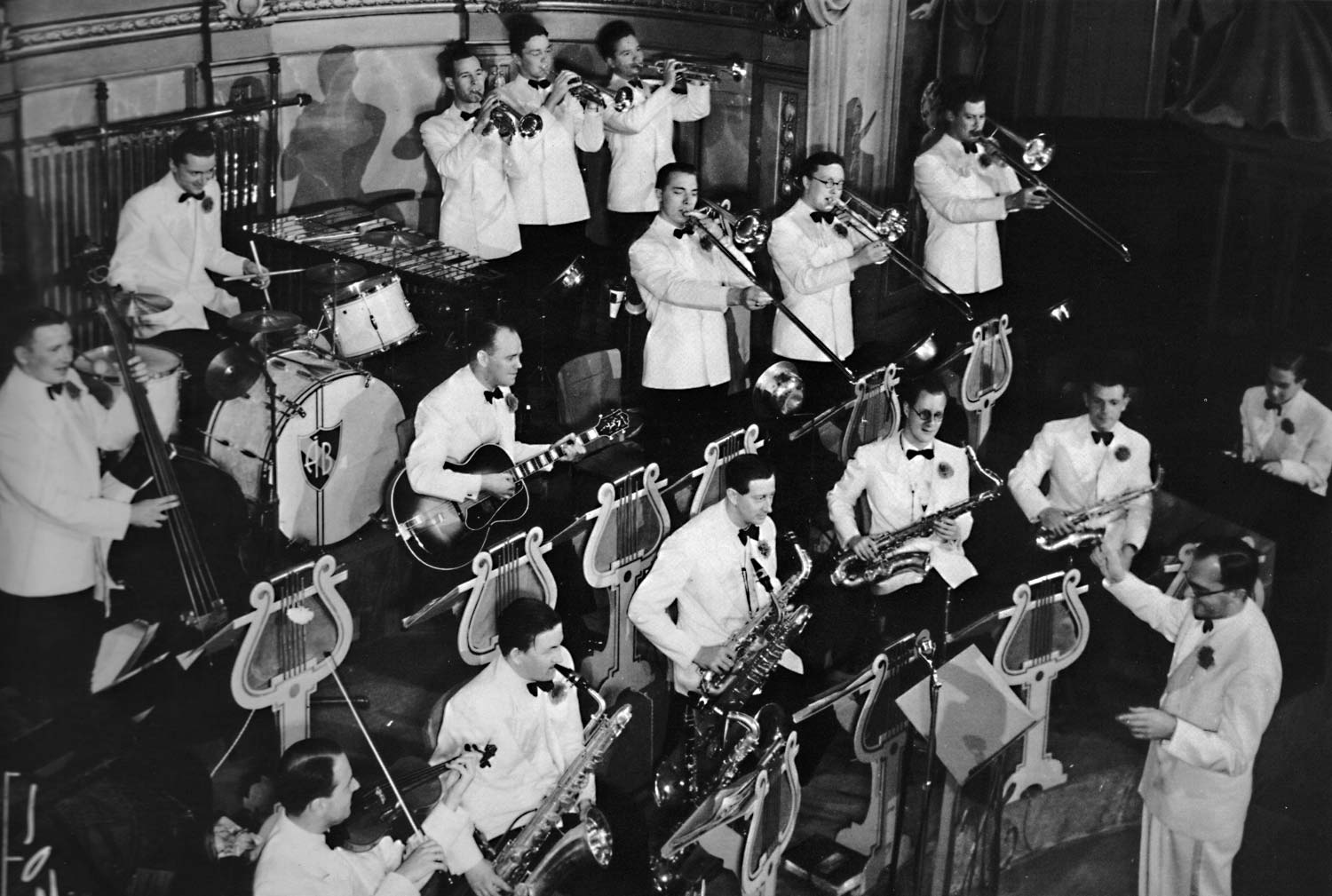
Håkan von Eichwalds orkester på restaurang Fenix-Kronprinsen i Stockholm hösten 1938.

Håkan Ingvar von Eichwald, född 2 april 1908 i Åbo, Finland, död 1 maj 1964 i Malmö, var en finlandssvensk kapellmästare och kompositör.

## Biografi
von Eichwald växte upp i Åbo med finsk-ryska föräldrar. Han debuterade som femårigt underbarn på piano. Han bedrev seriösa musikstudier först i Finland och senare även i Wien och Würzburg. Han kom till Sverige 1926 för att få en operett som han komponerat antagen hos Albert Ranft, men den refuserades. Istället blev han pianist i Hjalmar Meissners orkester vid Vasateatern och vikarierade även för kapellmästaren vid sjukdom. Men han övergav planerna på att bli operettkapellmästare då han fick erbjudande att bilda en orkester på vinrestaurangen Kaos 1930. Han hade då avböjt ett annat erbjudande att bli repetitör vid Kungliga teatern. Kaosorkestern var en fullbesatt dans- och konsertorkester med två trumpeter, en trombon alternativt violin, tre saxofoner alternativt klarinetter, två pianon alternativt dragspel, en banjo alternativt gitarr, en basfiol alternativt tuba och trummor. Den blev Sveriges första permanenta storband och fick även framgångar utomlands med en turné på kontinenten 1931 och 1932 med konserter i Hamburg, Berlin, Zürich, Breslau och Prag. von Eichwald lanserades som den svenske jazzkungen och jämställdes med de stora engelska dansorkestrarna. År 1933 organiserade von Eichwald en ny orkester på Kaos, men han hade svårt att hinna med, då han under åren 1932–35 samtidigt var kapellmästare på Oscarsteatern. Därför vikarierade andra som kapellmästare och till sist tog Arne Hülphers helt över ledarskapet från nyåret 1934 och orkestern döptes senare under året om till Arne Hülphers orkester.
Under sommarsäsongerna ledde von Eichwald en stor orkester som turnerade i folkparkerna från 1935 fram till 1946. Åren 1936 och 1937 tog han över ledningen för en orkester på Berns efter Georg Enders, och 1937–39 blev han på nytt ledare för dansorkestern på Fenix-Kronprinsen, den som kallades Håkan von Eichwalds orkester och med signaturmelodin Happy days are here again. I februari 1939 hade orkestern ett månadslångt gästspel på Femina-Palast i Berlin. Förutom turnerandet var von Eichwald tidvis engagerad som operettkapellmästare vid Vasateatern i Stockholm och Svenska Teatern i Helsingfors.
Efter kriget blev han musikalisk ledare för Nordvästra Skånes orkesterförening i Helsingborg 1946–1959, och från 1962 var han kapellmästare vid Malmö stadsteater. 
Han var 1929–1935 gift med skådespelaren Maritta Marke och från 1936 med dansösen Ingrid Tunér. Tillsammans med koloratursopranen Elsie Sjölinder fick han en dotter.

## Diskografi

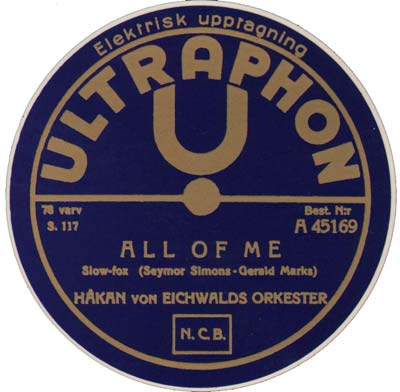
Skivetikett Ultraphon

von Eichwald var även verksam som studiomusiker och på 1930-talet medverkade han på över 300 inspelningar, merparten underhållningsmusik. De rena jazznumren uppgår till ett trettiotal. En LP med återutgivningar utkom 1974.
- Håkan von Eichwalds orkester 1932 & 1939. LP. Telestar : TR 11144. 1974.[2]
- Håkan von Eichwald på Discogs (engelska)
- Håkan von Eichwald på Svensk underhållningsmusik, revyer och film 1900–1960

## Filmmusik[3]
- 1943 – En fånge har rymt
- 1944 – Lilla helgonet
- 1945 – Lidelse
- 1947 – Maria
- 1947 – Försummad av sin fru
- 1949 – Bohus Bataljon
- 1949 – Kvinna i vitt
- 1949 – Sjösalavår
- 1950 – Frökens första barn
- 1950 – Hjärter Knekt
- 1950 – Min syster och jag
- 1950 – Hälsingborg
- 1950 – Hälsingborg, staden kring Kärnan
- 1950 – Rågens rike
- 1952 – När syrenerna blomma
- 1955 – Carl Milles en världsberömd svensk
- 1956 – Flickan i frack